# Mnesipenthe subcana
Mnesipenthe subcana là một loài bướm đêm trong họ Geometridae.